# Carex phragmitoides
Carex phragmitoides är en halvgräsart som beskrevs av Georg Kükenthal. Carex phragmitoides ingår i släktet starrar, och familjen halvgräs. IUCN kategoriserar arten globalt som sårbar. Inga underarter finns listade i Catalogue of Life.